# Garé
Garé is een plaats (község) en gemeente in het Hongaarse comitaat Baranya. Garé telt 356 inwoners (2001).